# ジフェニルジスルフィド
ジフェニルジスルフィド (diphenyl disulfide) は、有機硫黄化合物でジスルフィドのひとつ。省略して Ph2S2 とも書かれる。無色の結晶で、有機合成化学で用いられる最も有名なジスルフィドの一つである。チオフェノールが不純物として微量含まれるのが不快臭の原因である。水には溶けない。

## 合成と分子構造
ジフェニルジスルフィドは通常、チオフェノールの酸化でヨウ化水素と共に作られる。
{\displaystyle {\ce {{2PhSH}+ {I2}-> {Ph2S2}+ 2HI}}}
また、過酸化水素も酸化剤として用いられる。しかし、ジフェニルジスルフィド自体が安価であり、チオフェノールが不快臭を持つため実験室で合成されることはほとんどない。

## 反応
ジフェニルジスルフィドは有機合成化学においてフェニルチオ基 (PhS-) の供給源として用いられる。典型的な反応ではエノラートを経由して、フェニルチオ基で置換されたカルボニル化合物を与える。
{\displaystyle {\ce {{RC(O)CHLiR'}+ Ph2S2 -> {RC(O)CH(SPh)R'}+ LiSPh}}}

### 還元
ジフェニルジスルフィドはジスルフィド特有の還元反応を受ける。
{\displaystyle {\ce {{Ph2S2}+ 2M -> 2 MSPh (M = Li, Na, K)}}}
水素化ホウ素ナトリウムや水素化トリエチルホウ素リチウム（スーパーヒドリド®）のようなヒドリド試薬もまた還元剤として用いられる。
チオラート塩の PhSM は、求核剤 PhS- の供給源である。ほとんどのハロゲン化アルキルはこれによって、スルフィド（チオエーテル）に転化する。また、水素化するとチオフェノールが得られる。
{\displaystyle {\ce {{PhSM}+ HCl -> {HSPh}+ MCl}}}

### 塩素化
ジフェニルジスルフィドは塩素と反応して、塩化フェニルスルフェニル PhSCl を与える。この化学種の単離は難しい。

### 酸化
メタノール中でジフェニルジスルフィドを酢酸鉛(IV)で酸化するとスルフィナイトエステル PhS(O)OMe を与える。